# 1726년

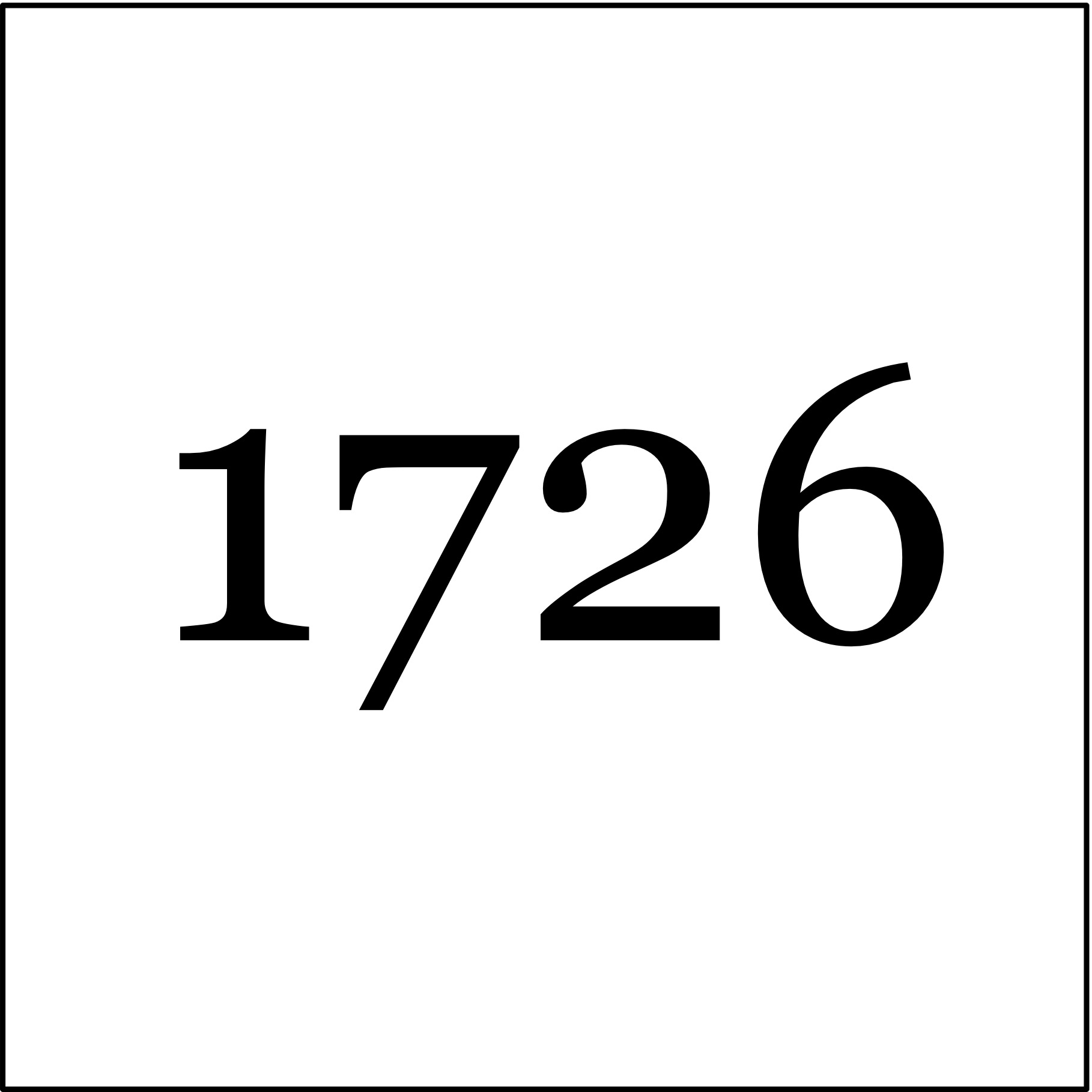

1726년은 화요일로 시작하는 평년이다.

## 연호
- 청(淸) 옹정(雍正) 4년
- 일본(日本) 교호(享保) 11년
- 후 레 왕조(後黎朝) 바오타이(保泰) 7년

## 기년
- 류큐(琉球) 쇼케이왕(尚敬王) 14년
- 청(淸) 세종 옹정제(世宗 雍正帝) 4년
- 조선(朝鮮) 영조(英祖) 2년
- 후 레 왕조(後黎朝) 유종(裕宗) 22년

## 사건
- 조선 영조가 3대 국정지표를 발표하다. 당쟁, 사치, 술(금주령)을 금하는 국정목표를 제시하다.

## 사망
- 2월 26일 - 바이에른 선제후 막시밀리안 2세 에마누엘